# Севернојиландско острво
Севернојиландско острво или Венсисел-Ти (дан. Nørrejyske (Ø), Vendsyssel-Thy) је најсевернији део европског дела Данске и полуострва Јиланд. Иако је ово острво одвојено од остатка Јиланда Лимфјордом, оно се традиционално сматра делом полуострва Јиланд. Са 4.685 км², то је друго по величини острво Данске (изузимајући Гренланд). Почетком 2010. имало је 302.546 житеља. 
Острво се састоји од три регије:
- Венсисел (Vendsyssel) на североистоку
- Ти на западу
- Ханхеред (Hanherrederne) је превлака у средини која их повезује

Севернојиландско острво је било повезано са копном од око 1200. до 3. фебруара 1825. Тада је везу уклонила поплава Северног мора. 